# Bobby Grim
Robert "Bobby" Grim (4 de setembro de 1924 — 14 de junho de 1995) foi um automobilista norte-americano que esteve em onze (nove) 500 Milhas de Indianápolis, (duas quando a prova fazia parte do calendário da Fórmula 1 de 1950 até 1960): 1959, 1960, 1961, 1962, 1963, 1964, 1965 (não se qualificou), 1966, 1967, 1968 e 1969 (não se qualificou). Seu melhor resultado nas 500 Milhas de Indianápolis foi: 8º lugar em 1964 e 1968.
Bobby Grim faleceu de câncer em 14 de junho de 1995, aos 70 anos.